# ستان سميث (لاعب كرة قدم)
ستان سميث (بالإنجليزية: Stan Smith)‏ (1 يناير 1887 بساوثهامبتون في المملكة المتحدة - 31 مارس 1956 في المملكة المتحدة) هو لاعب كرة قدم بريطاني (وحمل سابقاً جنسية المملكة المتحدة لبريطانيا العظمى وأيرلندا) في مركز الهجوم. لعب مع نادي ساوثهامبتون.